# Isabel Macías
Isabel Macías Chow (ur. 11 sierpnia 1984 w Saragossie) – hiszpańska lekkoatletka specjalizująca się w biegach średniodystansowych.
Jej pierwszą międzynarodową imprezą o randze mistrzowskiej były mistrzostwa świata juniorów młodszych w Debreczynie, na których odpadła w eliminacjach (2001). W 2005 była szósta w biegu na 1500 metrów podczas młodzieżowych mistrzostw Europy w Erfurcie. Rok później sięgnęła po złoto mistrzostw ibero-amerykańskich w Ponce. Na początku 2011 zajęła 5. miejsce na 1500 metrów podczas halowego czempionatu Europy. Bez powodzenia startowała w tym samym roku na mistrzostwach świata w Daegu. W 2012 biegła w finale halowych mistrzostw świata i mistrzostw Europy oraz startowała na igrzyskach olimpijskich w Londynie. W 2013 zdobyła srebro podczas halowych mistrzostw Europy w Göteborgu.
Wielokrotna medalistka mistrzostw Hiszpanii oraz reprezentantka kraju w drużynowym czempionacie Europy.

## Osiągnięcia
| Rok  | Impreza                                   | Miejsce                | Konkurencja         | Lokata      | Wynik   |
| ---- | ----------------------------------------- | ---------------------- | ------------------- | ----------- | ------- |
| 2001 | Mistrzostwa świata juniorów młodszych     | Debreczyn              | bieg na 1500 metrów | eliminacje  | 4:29,13 |
| 2001 | Mistrzostwa Europy w biegach przełajowych | Thun                   | bieg juniorek       | 27. miejsce | 11:35   |
| 2003 | Mistrzostwa świata w biegach przełajowych | Lozanna                | bieg juniorek       | 62. miejsce | 24:20   |
| 2003 | Mistrzostwa Europy w biegach przełajowych | Edynburg               | bieg juniorek       | 11. miejsce | 16:32   |
| 2005 | Młodzieżowe mistrzostwa Europy            | Erfurt                 | bieg na 1500 metrów | 6. miejsce  | 4:17,66 |
| 2006 | Mistrzostwa ibero-amerykańskie            | Ponce                  | bieg na 1500 metrów | 1. miejsce  | 4:21,65 |
| 2006 | Mistrzostwa Europy                        | Göteborg               | bieg na 1500 metrów | eliminacje  | 4:20,76 |
| 2006 | Mistrzostwa Europy w biegach przełajowych | San Giorgio su Legnano | bieg młodzieżowców  | 32. miejsce | 20:10   |
| 2010 | Mistrzostwa ibero-amerykańskie            | San Fernando           | bieg na 800 metrów  | eliminacje  | 2:06,61 |
| 2010 | Mistrzostwa ibero-amerykańskie            | San Fernando           | bieg na 1500 metrów | 6. miejsce  | 4:18,33 |
| 2011 | Halowe mistrzostwa Europy                 | Paryż                  | bieg na 1500 metrów | 5. miejsce  | 4:15,76 |
| 2011 | Superliga drużynowych mistrzostw Europy   | Sztokholm              | bieg na 800 metrów  | 9. miejsce  | 2:03,49 |
| 2011 | Mistrzostwa świata                        | Daegu                  | bieg na 1500 metrów | eliminacje  | 4:14,75 |
| 2012 | Halowe mistrzostwa świata                 | Stambuł                | bieg na 1500 metrów | 8. miejsce  | 4:22,40 |
| 2012 | Mistrzostwa Europy                        | Helsinki               | bieg na 1500 metrów | 10. miejsce | 4:11,12 |
| 2012 | Igrzyska olimpijskie                      | Londyn                 | bieg na 1500 metrów | eliminacje  | 4:13,07 |
| 2013 | Halowe mistrzostwa Europy                 | Göteborg               | bieg na 1500 metrów | 2. miejsce  | 4:14,19 |
| 2013 | Superliga drużynowych mistrzostw Europy   | Gateshead              | bieg na 1500 metrów | 2. miejsce  | 4:09,35 |
| 2014 | Halowe mistrzostwa świata                 | Sopot                  | bieg na 1500 metrów | eliminacje  | 4:17,14 |
| 2014 | Mistrzostwa Europy                        | Zurych                 | bieg na 1500 metrów | eliminacje  | 4:17,76 |

## Rekordy życiowe
- Bieg na 800 metrów (stadion) – 2:03,39mx (2012)
- Bieg na 800 metrów (hala) – 2:04,01 (2011)
- Bieg na 1500 metrów (stadion) – 4:04,84 (2012)
- Bieg na 1500 metrów (hala) – 4:08,80 (2012)